# Michael Jackson - 30th Anniversary Celebration
Michael Jackson – 30th Anniversary Celebration est une série de deux concerts donnés les 7 et 10 septembre 2001 au Madison Square Garden à New York, et ayant rassemblé au total 40 000 spectateurs. Ils furent organisés afin de fêter les 30 ans de la carrière solo de Michael Jackson.

## Présentation
Les billets pour les deux spectacles ont été vendus en cinq heures. Leurs prix étaient très chers pour certaines places. Par exemple, les meilleures coûtaient 10 000 dollars et comprenaient un dîner avec Michael Jackson ainsi qu'un poster signé. Le spectacle a été chorégraphié par Glenn Douglas Packard et Brian Thomas, qui ont été nommés aux Emmy Awards dans la catégorie « Chorégraphie Exceptionnelle ».
Le spectacle a été produit par David Gest, World Events LLC, Clear Channel Entertainment, ainsi qu'avec les partenaires American Airlines, sa filiale American Eagle, et Amazon. La recette pour les deux concerts a été de 10 millions de dollars.  
De nombreux artistes comme Ray Charles, Whitney Houston, Dionne Warwick ou encore Usher ont rendu hommage au « Roi de la Pop » avant que les Jacksons ne se reforment sur la scène, une première depuis 1984. Michael Jackson interpréta ensuite quelques titres solo. Ces deux spectacles sont d'ailleurs les seuls où il a interprété une chanson de l'album Invincible, à savoir You Rock My World.

## Programme
| 1. Introduction - Samuel L. Jackson 2. Wanna Be Startin' Somethin' - Usher, Mýa et Whitney Houston 3. Humanitarian Speech - Marlon Brando 4. Ben - Billy Gilman 5. Angel / It Wasn't Me - Shaggy avec Rayvon et Rikrok 6. Smooth Criminal 7. I Just Can't Stop Loving You - James Ingram et Gloria Estefan 8. She's Out of My Life - Marc Anthony 9. Heal the World - Monica, Tamia, Deborah Cox et Rah Digga 10. You Are Not Alone / Never Never Land / Over the Rainbow - Liza Minnelli 11. Bootylicious - Destiny's Child 12. Crying Time - Ray Charles et Cassandra Wilson 13. Introducing The Jacksons - Elizabeth Taylor 14. The Jacksons Medley : - Can You Feel It - ABC - The Love You Save - I'll Be There - I Want You Back - Dancing Machine (avec NSYNC) - Shake Your Body (Down to the Ground) 15. The Way You Make Me Feel - Michael Jackson et Britney Spears 16. Introducing Michael Jackson - Chris Tucker 17. Billie Jean - Michael Jackson 18. Black or White / Beat It - Michael Jackson, Jason Paige (pour la partie rap) et Slash 19. You Rock My World - Michael Jackson 20. We Are the World / You Rock My World (reprise) - Tous les artistes | 1. Wanna Be Startin' Somethin' - Usher, Mýa et Whitney Houston 2. I'll Never Love This Way Again - Dionne Warwick 3. My Baby - Romeo et Master P 4. I Will Survive - Gloria Gaynor 5. Man in the Mirror - 98 Degrees, Usher et Luther Vandross 6. Get Ur Freak On - Missy Elliott et Nelly Furtado 7. Ben - Billy Gilman 8. You Are Not Alone / Never Never Land / Over the Rainbow - Liza Minnelli 9. I Want Candy - Aaron Carter 10. I Heard It Through the Grapevine / Midnight Train to Georgia - Gladys Knight 11. Heal the World - Monica, Tamia, Deborah Cox et Rah Digga 12. Introducing The Jacksons - Elizabeth Taylor 13. The Jacksons Medley : - Can You Feel It - ABC - The Love You Save - I'll Be There - I Want You Back - Shake Your Body (Down to the Ground) 14. The Way You Make Me Feel - Michael Jackson 15. Introducing Michael Jackson - Chris Tucker 16. Billie Jean - Michael Jackson 17. Black or White / Beat It - Michael Jackson, Jason Paige (pour la partie rap) et Slash 18. You Rock My World - Michael Jackson avec Usher et Chris Tucker |

## Commentaires
Pour les fans et observateurs, Michael Jackson n'avait pas la même attitude sur scène qu'à l'ordinaire lors de ses prestations. Le regard souvent baissé, il effectua ainsi une chorégraphie inhabituelle sur Billie Jean lors du concert du 7 septembre. Le chanteur a déclaré plus tard ne pas avoir répété pour ce premier concert. Par ailleurs, une acoustique non optimale fait que le chanteur était souvent penché sur son micro.  
En 2011, le producteur David Gest a affirmé que Jackson prenait des substances pendant la période de ces deux concerts dans le documentaire Michael Jackson : La vie d'une icône. Plus précisément, dans son livre intitulée You are not alone : le vrai Michael dans les yeux de son frère (2012), Jermaine Jackson a déclaré que son frère prenait du demerol, un médicament contre la douleur ayant des effets psychotropes.

## Attentats du 11 septembre
Le lendemain du dernier concert, soit le mardi 11 septembre 2001, eurent lieu les tragiques attentats du 11 septembre. Ce jour-là, il était prévu que l'assistant de Michael Jackson, Franck Cascio se rende au World Trade Center pour une réunion mais il ne s'est pas réveillé à temps et a donc raté son rendez-vous,. 

### United We Stand: What More Can I Give
À la suite des attentats, le chanteur a parrainé un concert de charité le 21 octobre intitulé United We Stand: What More Can I Give. L'événement a eu lieu au RFK Stadium de Washington et a réuni plusieurs vedettes comme James Brown, Jennifer Lopez, Usher, Slash, Dionne Warwick, Missy Elliott, , Pink, NSYNC, Destiny's Child, Rod Stewart, Britney Spears, Mariah Carey, Mary J. Blige ou encore Janet Jackson. 

## Télévision
Fin novembre 2001, CBS a diffusé le spectacle dans un format raccourci en mélangeant des séquences choisies parmi les deux représentations. L’émission a attiré près de 30 millions de téléspectateurs aux États-Unis. Le montage effectué, s'il avait pour but de retenir le meilleur des deux concerts, nuit toutefois à la cohérence du spectacle.

## Crédits
- Production et création : David Gest
- Réalisation : Bruce Gowers
- Producteur : Michael Dempsey
- Mise en scène : David Gest / Tristan Rogers / Anthony De Curtis
- Directeurs musicaux : Joey Melotti (World Events Orchestra & Chorus) / Greg Phillinganes (Michael Jackson Band)
- Producteur exécutif : Frank Macchiaroli
- Chorégraphie : Glenn Douglas Packard et Brian Thomas
- Claviers : Greg Phillinganes, Brad Buxer, Michael Boddicker, Michael Bearden et Randy Jackson
- Batterie : Jonathan Moffett
- Basses : Alex Al, Thomas Barney et Jermaine Jackson
- Guitares : Slash, David Williams, Greg Moore et Tito Jackson
- Percussion : Bashiri Johnson

## Récompenses
- Deux récompenses aux NAACP Image Awards le 23 février 2002 pour Michael Jackson :
  - Meilleur concert de variétés
  - Meilleure performance

- Nomination aux Emmy Awards dans la catégorie « Chorégraphie Exceptionnelle » pour Glenn Douglas Packard et Brian Thomas.